# Geomys tropicalis
Geomys tropicalis is een zoogdier uit de familie van de goffers (Geomyidae). De wetenschappelijke naam van de soort werd voor het eerst geldig gepubliceerd door Goldman in 1915.

## Voorkomen
De soort komt voor in Mexico.